# Seria A polska w rugby (1998)
Seria A polska w rugby (1998) – czterdziesty drugi sezon najwyższej klasy ligowych rozgrywek klubowych rugby union w Polsce. Tytuł mistrza Polski zdobyła Lechia Gdańsk, drugie miejsce zajęło Ogniwo Sopot, a trzecie AZS AWF Warszawa.

## Uczestnicy rozgrywek
W rozgrywkach wzięło udział pięć najlepszych drużyn poprzedniego sezonu: Ogniwo Sopot, Lechia Gdańsk, AZS AWF Warszawa, Budowlani Łódź i Budowlani Lublin oraz Dębica Lincer Pruszcz Gdański, który w poprzednim sezonie pod nazwą Lotnik występował w Serii B.

## Przebieg rozgrywek
Ze względu na zaplanowaną zmianę systemu rozgrywek z układu wiosna – jesień na jesień – wiosna, w tym sezonie rozgrywki trwały tylko jedną rundę, wiosenną. Drużyny grały każdy z każdym, mecz i rewanż. Ponieważ od kolejnego sezonu zaplanowano także poszerzenie Serii A, żaden z zespołów nie spadał do Serii B.
Wyniki spotkań:
|                               | Ogniwo Sopot | Lechia Gdańsk | AZS AWF Warszawa | Budowlani Łódź | Budowlani Lublin | Dębica Lincer Pruszcz Gdański |
| Ogniwo Sopot                  | –            | 15:34         | 23:8             | 19:11          | 38:3             | 36:8                          |
| Lechia Gdańsk                 | 7:26         | –             | 21:20            | 39:3           | 84:10            | 34:9                          |
| AZS AWF Warszawa              | 21:19        | 36:19         | –                | 27:32          | 32:3             | 41:0                          |
| Budowlani Łódź                | 5:21         | 8:17          | 8:8              | –              | 52:5             | 42:3                          |
| Budowlani Lublin              | 14:41        | 27:71         | 22:61            | 19:18          | –                | 14:33                         |
| Dębica Lincer Pruszcz Gdański | 0:22         | 6:43          | 37:19            | 6:15           | 0:11             | –                             |

Tabela końcowa:
| Pozycja | Drużyna                       | Punkty razem | Bilans punktów |
| ------- | ----------------------------- | ------------ | -------------- |
| 1       | Lechia Gdańsk                 | 26           | 369:160        |
| 2       | Ogniwo Sopot                  | 26           | 260:111        |
| 3       | AZS AWF Warszawa              | 21           | 273:184        |
| 4       | Budowlani Łódź                | 19           | 194:164        |
| 5       | Dębica Lincer Pruszcz Gdański | 14           | 102:277        |
| 6       | Budowlani Lublin              | 14           | 128:430        |

## Seria B
Równolegle z rozgrywkami Serii A odbywała się rywalizacja w Serii B. Wzięło w niej udział osiem drużyn. Drużyny podzielono na dwie grupy, w których mecze rozgrywano każdy z każdym, mecz i rewanż. Dwie najlepsze drużyny każdej grupy awansowały do półfinałów, których zwycięzcy awansowali do Serii A i spotkali się w finale ligi.
Tabela końcowa grup Serii B (na zielono wiersz z drużynami, które awansowały do Serii A):
| Grupa I | Grupa I             | Grupa II | Grupa II          |
| Pozycja | Drużyna             | Pozycja  | Drużyna           |
| ------- | ------------------- | -------- | ----------------- |
| 1       | Orkan Sochaczew     | 1        | Arka Gdynia       |
| 2       | Pogoń Siedlce       | 2        | Budowlani Olsztyn |
| 3       | Frogs & Co Warszawa | 3        | Skra Warszawa     |
| 4       | Juvenia Kraków      | 4        | Posnania Poznań   |

W finale Arka pokonała Orkan 81:7.

## Inne rozgrywki
W finale Pucharu Polski Ogniwo Sopot pokonało AZS AWF Warszawa 18:15. W mistrzostwach Polski juniorów zwycięstwo odniosła Lechia Gdańsk, a wśród kadetów Folc Sport Warszawa. 

## Nagrody
Najlepszym zawodnikiem został wybrany przez Polski Związek Rugby Bogdan Wróbel, a trenerami Niedźwiecki, Wiejski i Żórawski.